# Lavatory Love Machine
 (mars 2020).
Si vous disposez d'ouvrages ou d'articles de référence ou si vous connaissez des sites web de qualité traitant du thème abordé ici, merci de compléter l'article en donnant les références utiles à sa vérifiabilité et en les liant à la section « Notes et références ».
Albums de Edguy
Mandrake
(2001) Rocket Ride
(2006)
Lavatory Love Machine est le troisième single du groupe de power metal allemand Edguy sorti le 21 juin 2004. Il est extrait de l'album Hellfire Club et succède à King of fools sorti la même année.

## Liste des titres
| 1.    | Lavatory Love Machine                           | 4:24 |
| 2.    | Lavatory Love Machine (Version acoustique)      | 4:36 |
| 3.    | I'll cry for you (Reprise acoustique de Europe) | 3:45 |
| 4.    | Reach out                                       | 4:04 |
| 5.    | Lavatory Love Machine (vidéoclip)               |      |
| 16:49 |                                                 |      |

## Crédits
- Tobias Sammet : Chant
- Tobias Eggi Exxel : Basse
- Jens Ludwig : Guitare
- Dirk Sauer : Guitare
- Felix Bohnke : Batterie et percussions

A l'exception du morceau Reach Out, tous les morceaux ont été ajoutés à la compilation The Singles sorti en 2008.